# CD 오우렌세
CD 오우렌세(스페인어: Club Deportivo Ourense, S.A.D.)는 스페인 갈리시아주 오우렌세도 오우렌세를 연고로 하는 축구단이다. 1952년 9월 10일에 창단되어 2014년 7월 15일에 해단했다.

## 역대 감독
| 감독          | 임기 |
| ------------- | ---- |
| 파치 살리나스 | 2011 |